# Neylandville
Neylandville város az USA Texas államában, Hunt megyében. Lakosainak száma 67 fő (2020. április 1.).

## Népesség
A település népességének változása:
| Lakosok száma | 186  | 56   | 97   | 67   |
|               | 1970 | 2000 | 2010 | 2020 |